# Rastas (film)
Pour les articles homonymes, voir Rastas.
 (octobre 2012).
Pour plus de détails, voir Fiche technique et Distribution.
Rastas est un film documentaire portugais réalisé par Neni Glock, sorti en 2003.

## Synopsis
Ce documentaire traite du mode de vie « rasta » au Portugal. Il montre comment vit dans la ville un groupe de personnes qui croient en une philosophie de la non-violence venue d’Éthiopie, qui croient au Jáh Rastafari, le fils de Dieu sur la Terre, qui sont passionnés de reggae et de ses messages de paix, principalement diffusés dans les chansons de Bob Marley. Le film montre aussi la famille « One Love Family », des musiciens et adeptes de la philosophie rasta, qui ont choisi de se marginaliser du système qu’ils surnomment « Babylone », pour vivre une vie plus pure et plus salutaire à la campagne, dans les environs de Coimbra.

## Fiche technique
- Réalisation : Neni Glock
- Production : Berlindes E Tamarindo Produções
- Image : Neni Glock
- Son : André Bessa
- Montage : Neni Glock
- Interprètes : One Love Family, Janelo, Toy Kool, Legalize, Roots Mandela